# Onutrechtse Toestanden
Onutrechtse Toestanden is een Nederlands verzamelalbum met daarop nummers van vier bands. Het betreft liveopnames die tijdens het benefietconcert op 11 september 1981 in het kraakpand NV-Huis in Utrecht gemaakt zijn. De kraak in 1981 door het Komitee Tivoli leidde tot rellen met de Mobiele Eenheid, maar die trok zich uiteindelijk terug. Er werden daarna er regelmatig (punk)concerten gegeven. Uiteindelijk besloot de gemeente de concertzaal te verbouwen en subsidiëren. Het zou uiteindelijk leiden tot het poppodium Tivoli (Utrecht).

## Nummers
- A1 Miami Beach Girls - Hey Stoned
- A2 Miami Beach Girls - Delight
- A3 Miami Beach Girls - Tell You What
- A4 Miami Beach Girls - Chain Reaction
- A5 Dangerous Pyjama's - oin The Army
- A6 Dangerous Pyjama's - Je Bent Een Lul
- B1 Bloodclat - 1981
- B2 Bloodclat - Squat
- B3 Klein Orkest - Over Honderd Jaar
- B4 Klein Orkest - Laat mij maar alleen
- B5 Klein Orkest - Rock And Roll Heart